# Incendio de Medina del Campo
La quema o incendio de Medina del Campo fue una acción militar llevada a cabo en dicha localidad castellana por las tropas afines al rey Carlos I el 21 de agosto de 1520, en las primeras etapas de la Guerra de las Comunidades de Castilla. Supuso la destrucción de buena parte de la villa medinense y el estallido definitivo del hasta entonces incipiente movimiento comunero en toda la Corona de Castilla.

## Contexto
Tras obtener Carlos I el servicio necesario para coronarse emperador del Sacro Imperio Romano Germánico en las cortes de La Coruña de abril de 1520, las ciudades castellanas de la meseta experimentaron el nacimiento de las primeras Comunidades rebeldes contra el poder real. En Segovia sucedieron varios incidentes de carácter violento cuando el procurador en las cortes coruñesas, Rodrigo de Tordesillas, regresó a la ciudad. Una multitud desoyó sus explicaciones y terminó por estrangularle en plena calle.
La respuesta realista no se hizo esperar, y el alcalde Rodrigo Ronquillo inició las represalias. La población cerró filas en torno a la Comunidad, erigiéndose Juan Bravo como líder de la misma. Ronquillo inició entonces un asedio contra la ciudad, por lo que Segovia reclamó ayuda al resto de ciudades rebeldes. Acudieron en su ayuda Toledo y Madrid con el envío de milicias capitaneadas por Juan de Padilla y Juan de Zapata. El fallido asedio de Segovia constituyó el primer gran enfrentamiento entre realistas y rebeldes de las incipientes Comunidades.

## Desarrollo
Medina del Campo, uno de los núcleos comerciales más importantes de la Corona de Castilla, albergaba una importante guarnición de artillería. Tras el estallido en comunidad de Segovia, Rodrigo Ronquillo y Antonio de Fonseca, al mando de las tropas realistas, pusieron rumbo a la villa medinense con aproximadamente 1200 lanzas y 200 escopeteros con el objetivo de apoderarse de la artillería allí estacionada. A las siete de la mañana del 21 de agosto el escribano del consejo, Velasco Sánchez, se presentó ante el teniente del Corregidor para ayudarlo a este en esa tarea, pues los habitantes de la ciudad se mostraban reacios a permitirlo. 
Gutierre Quijada, a la sazón corregidor de la villa, también accedió a entregar las piezas de artillería a las tropas imperiales, pero los vecinos entonces se amotinaron en las puertas de acceso a la localidad y reunieron todas las piezas en la plaza, a sabiendas de que si se las entregaban a las tropas imperiales, estas serían utilizadas contra Segovia. Cerca del mediodía Fonseca pregonó en el arrabal que, bajo pena de traición, se le entregara la artillería en el plazo de 15 minutos. Pero dado que no pudo presentar una provisión real que acreditase sus requerimientos, los procuradores de la Comunidad le pidieron a Luis de Quintanilla y al abad de Medina (micer Bernaldino)  que le comunicasen a Fonseca la negativa de la ciudad en ese sentido. En esta reunión que duró cuatro horas, y a la que también asistieron Álvaro de Lugo y Benito Sánchez, el capitán del ejército realista les manifestó a los emisarios que no le parecía que fuese conveniente para la ciudad arriesgarse «por seis o siete bocas de artillería». Se les pidió además que al menos le entregasen la mitad de la artillería, o que si eventualmente se la pedían los comuneros, no se la diesen. 
Finalmente Antonio de Fonseca, cansado de esperar, dio orden de incendiar varias partes de la localidad con el objetivo de dispersar a la multitud congregada en la plaza junto a la artillería, pero esta no se disgregó y permaneció junto a los cañones mientras las llamas avanzaban. Buena parte de la villa resultó destruida, siendo especialmente significativo el caso del convento de San Francisco, lugar donde los comerciantes medinenses guardaban sus posesiones y que ardió por completo. Algunos comuneros destacados fueron Luis de Quintanilla y Fernando de Mercado.
En vista de la situación, los comandantes realistas dieron la orden de retirada, permitiendo así a los vecinos acudir a sofocar las llamas y evitando que la localidad ardiera en su totalidad.
El 22 de agosto, el regidor Gil Nieto fue descuartizado en plena calle.

## Consecuencias
El incendio de Medina del Campo marcó un antes y un después en el desarrollo de la Guerra de las Comunidades de Castilla: supuso el levantamiento de toda Castilla, especialmente de ciudades que hasta el momento se habían mantenido al margen, como Valladolid. El establecimiento de la Comunidad en Valladolid provocó que el núcleo más importante de la meseta se declarara en rebeldía, trastocando la situación y provocando que el cardenal Adriano tratara de tomar el control de la situación por todos los medios. El nuevo panorama produjo nuevas adhesiones a la Junta de Ávila, en medio de una situación de indignación y descrédito hacia el Consejo Real.
En las semanas posteriores, las fuerzas comuneras tomaron la iniciativa en el contexto de la guerra, entrando en Medina y apoderándose de la artillería negada a las tropas del rey.

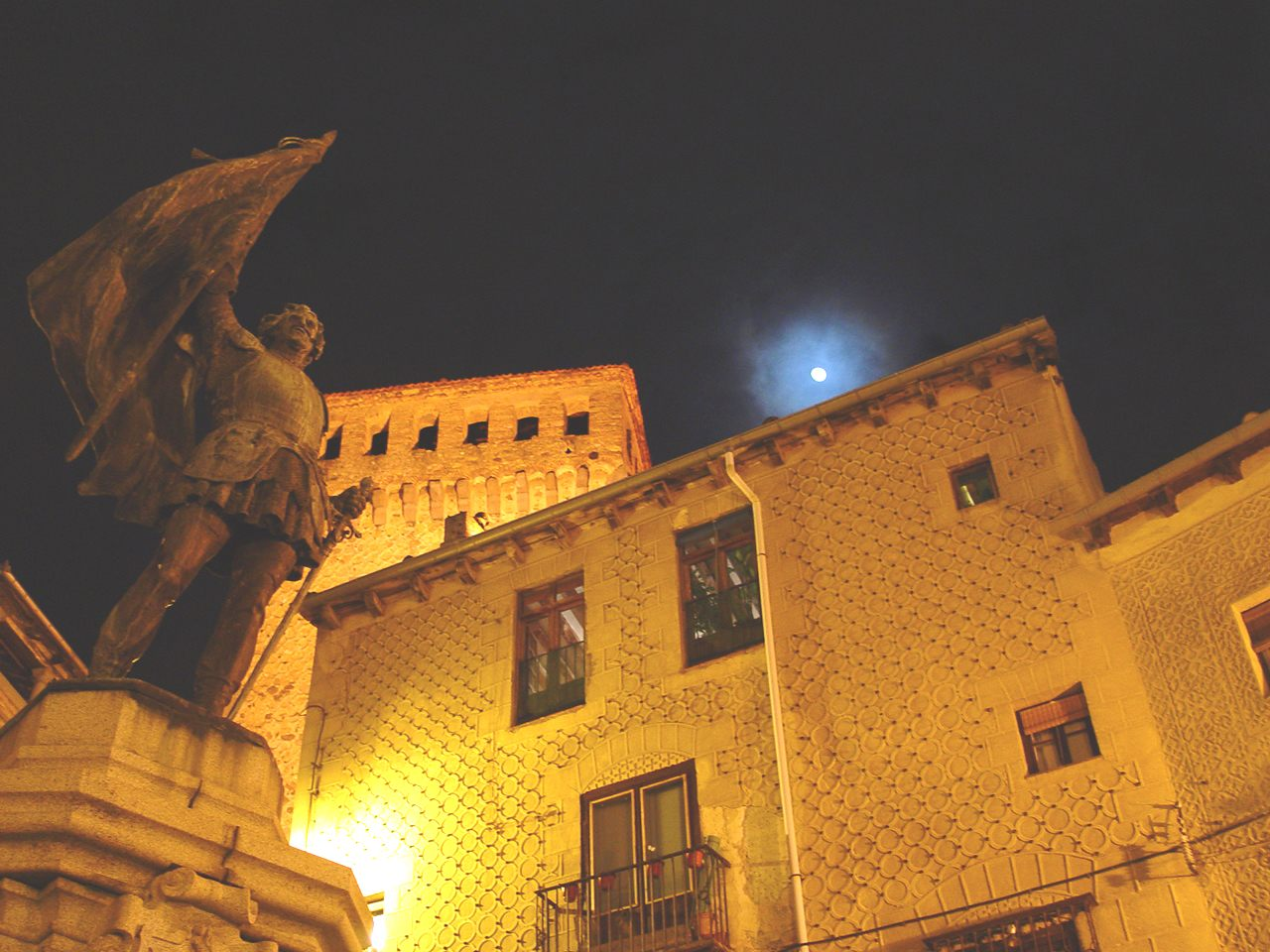
Estatua a Juan Bravo en la Plaza de Medina del Campo de Segovia.

De igual modo, y en relación con el incendio, este provocó la casi segura imposibilidad de celebrar la Fferia anual por la que era conocida la villa en toda la Corona de Castilla y la destrucción de buena parte del caserío, dejando un caso judicial único para la posterioridad: Francisco Pérez Vargas, alcalde de la Real Chancillería de Granada, vecino de Medina del Campo y decidido realista, denunció una vez finalizada la contienda la destrucción sufrida en sus propiedades por el incendio.
La denuncia fue tramitada, realizándose una investigación sobre los hechos que señaló a Antonio de Fonseca, señor de Coca y Alaejos, como autor moral del incendio, a Gonzalo Vela Núñez, alcaide de Alaejos, como autor material y a Gutierre Quijada, corregidor de la villa, como colaborador. Pese a la exhaustiva relación de propiedades y bienes perdidos en el incendio, es probable que la indemnización nunca se llegara a cobrar.
Tras la derrota comunera en la batalla de Villalar, y en previsión de futuras sanciones reales, los regidores medinenses se apresuraron en contentar al poder imperial para evitarlas. En cuestión de semanas, Medina del Campo se mostró fiel al rey y ofreció a un total de 500 escopeteros (200 de la villa y 300 procedentes de la Tierra de Medina) para la guerra que se libraba en Navarra contra los franceses.

## Actualidad
En la actualidad, la quema de Medina del Campo es considerada como un acto de hermanamiento histórico entre Medina del Campo y Segovia. Ambas albergan una plaza en honor de la otra en el centro de su casco histórico.
Desde 2007, y a partir de la segunda mitad del mes de agosto, se celebra en Medina del Campo la Feria de Imperiales y Comuneros, con numerosas actividades, recreaciones y ambientación de época. Generalmente, el sábado más cercano a la fecha de la quema (21 de agosto), tiene lugar el gran desfile con numerosos participantes que portan antorchas y que salen desde el imponente Castillo de la Mota. 